# Evert Didrik Taube
Evert (eller Edvard) Didrik Taube af Odenkat, född 13 december 1681 i Turinge, död 1751 i Stockholm, var en svensk greve, riksråd och överamiral.

## Biografi
Han var son till amiralen friherre Evert Fredrik Taube af Odenkat, och därmed av den friherrliga ätten nr 110 (friherrlig 1692, introducerad 1719).
Evert Didrik Taube inskrevs vid unga år i flottan. Han utnämndes till viceamiral 1715, amiral 1719, överamiral 1734 och blev greve 1734. Han var befälhavare för Stockholmseskadern 1718, president för amiralitetskollegium 1731–1734 och riksråd 1734–1739.
Taube var serafimerriddare.
Han gifte sig 1710 med Christina Maria Falkenberg (1686–1753) och fick med henne nio barn.

## Barn
- Didrik Henrik Taube, (1711–1781), greve, landshövding och amiral.[11],
- Hedvig Taube (1714–1744), riksgrevinna, mätress till Fredrik I.
- Christina Beata Taube (1717–1747)[12],
- Edvard Fredric Taube, (1718–1758), greve, schoutbynacht, kammarherre.
- Wilhelmina Magdalena Taube, (1720–1757), gift med Erland Carlsson Broman
- Cathérine Charlotte Taube (1723–1763), gift med greve Pontus Fredrik De la Gardie, belönad med medalj av Ridderskapet 1761 för sina insatser att försvara och rentvå 12 dalkullor i ett trolldomsmål 1758.
- Ludvig Otto Taube, (1724–1748), greve, korpral.
- Thure Gabriel Taube, (1728–1755), greve, rustmästare
- Arvid Gustaf Taube, (1729–1785), greve, hovmarskalk